# هوشنگ سعادت
هوشنگ سعادت دامغانی (زاده سال ۱۳۰۷ خورشیدی تهران). وی در خانواده‌ای با پیشینه پزشکی متولد شد. پدربزرگ ایشان در شهر دامغان حکیم و پدرش دکترعلی سعادت، جراح مشهور دهه‌های ۲۰ تا ۴۰ بود.

## تحصیلات
او در سال ۱۳۲۸ وارد دانشکده پزشکی و در سال ۱۳۳۴ فارغ‌التحصیل شد. وی در سال ۱۳۳۹ به سمت استادیار تمام وقت دانشکده پزشکی دانشگاه تهران برگزیده شد.

## دیگر فعالیت‌ها
سعادت در کنار کار طبابت به ترجمه کتاب‌هایی در زمینه تاریخ نیز اقدام کرده‌است. یکی از این کارها ترجمه کتاب (Nazisme et Sociétés Secrètes) از زبان فرانسوی می‌باشد.